# 穿心藤
穿心藤（学名：Amydrium hainanense）为天南星科雷公连属的植物，为中国的特有植物。分布于中国大陆的广东、云南东南部、湖南南部、广西等地，生长于海拔1,300米的地区，见于山谷和水旁密林中，目前尚未由人工引种栽培。

## 别名
穿孔藤（广西金秀）

## 种下等级
- Epipremnopsis hainanensis Ting et Wu